# Javier Galán Gil
Javier "Javi" Galán Gil (nascut el 19 de novembre de 1994) és un futbolista professional extremeny que juga a l'Atlètic de Madrid. Principalment lateral esquerre, també pot jugar com a extrem esquerre.

## Carrera de club

### Primers anys
Nascut a Badajoz, Extremadura, Galán va representar com a juvenil el CD San Roque Badajoz, el CP Don Bosco i el CP Flecha Negra. El 20 de juny de 2013, després de marcar 12 gols amb el Juvenil A d'aquest últim, va passar al CD Badajoz.
Galán va fer el seu debut com a sènior el 15 de setembre de 2013, jugant els últims 30 minuts en la victòria a casa per 1-0 contra el CD Solana pel campionat de Preferent Regional. Va marcar el seu primer gol sènior catorze dies després, fent l'últim en un gol de 4-1 a casa de l'EF Emérita Augusta.
Galán va ajudar els Blanquinegros en l'ascens a Tercera Divisió durant la seva primera campanya.

### Còrdova
El 9 de juliol de 2015, Galán es va incorporar al Córdoba CF, sent adscrit al filial també a la quarta categoria.
Galán va fer el seu debut professional el 12 d'octubre de 2016, començant com a lateral esquerre en la victòria a la Copa del Rei per 2-1 contra el Cadis CF. Va debutar a Segona Divisió el 4 de desembre, començant amb una victòria per 2-1 al CF Reus Deportiu.
El 12 de desembre de 2016, Galán va renovar el seu contracte fins al 2020. Cinc dies després va marcar el seu primer gol professional, marcant el primer en la victòria per 2-1 al Reial Oviedo.
Galán va ser titular indiscutible durant la campanya 2017-18; convertit en lateral esquerre per l'entrenador Jorge Romero, va marcar dos gols en 40 aparicions mentre el seu equip va evitar el descens per poc.

### Osca
El 29 de gener de 2019, Galán es va traslladar a la SD Huesca de la Lliga amb un contracte de tres anys i mig. Va debutar a la primera categoria l'1 de febrer, començant com a titular en una golejada a casa contra el Reial Valladolid per 4-0.
Galán es va convertir immediatament en un titular habitual del conjunt, patint el descens en la seva primera temporada, però immediatament recuperant-se com a campió en la seva segona. Va marcar el seu primer gol a la primera categoria el 6 de febrer de 2021, marcant el primer gol en una derrota a casa per 1-2 davant el Reial Madrid.

### Celta
El 31 de juliol de 2021, després de patir un altre descens amb l'Osca, Galán va signar un contracte de cinc anys amb l'RC Celta de Vigo a la primera divisió.

### Atlètic de Madrid
El 3 de juliol de 2023, Galán va signar contracte amb l'Atlètic de Madrid, fins al juny de 2026.

## Vida personal
Galán s'assembla físicament al davanter internacional d'Anglaterra Wayne Rooney, i per això el seu sobrenom era Rooney durant la seva carrera juvenil i al Badajoz.

## Palmarès
Osca
- Segona Divisió: 2019-20